# DeAndré DeAndré - Storia di un impiegato
DeAndré DeAndré - Storia di un impiegato, reso graficamente come DeAndré#DeAndré - Storia di un impiegato, è un film documentario del 2021 diretto da Roberta Lena.
La pellicola, opera prima di Lena, ha come protagonista Cristiano De André con la partecipazione di Dori Ghezzi e Filippo De André.

## Trama
Un nuovo tributo a Fabrizio De André. L'omaggio musicale e personale di un figlio all'eredità politica, artistica e umana di un grande poeta, testimonianza di un rapporto d’amore profondo. Cristiano De André ha riproposto al pubblico italiano, in un tour durato due anni, il concept album Storia di un impiegato, capolavoro quanto mai attuale di De André, scritto nel 1973 con Giuseppe Bentivoglio e Nicola Piovani. Il film è un percorso musicale e visivo attraverso quei concerti dal vivo, immagini di lotte sociali, memorie storiche, memorie familiari e filmati inediti. Un intreccio di storie in cui aspirazioni e aneliti di libertà dell’impiegato convivono con quelli della vita personale e musicale di Cristiano in un discorso sul nostro contemporaneo. La Sardegna, più che uno sfondo, è luogo del cuore dove emergono i ricordi del passato e le voci del presente. Una sorta di biografia, attraverso il rapporto speciale tra padre e figlio, del loro comune sentire fino ad arrivare a un riconoscimento totale e alla simbiosi, al passaggio di testimone, all’eredità.

## Produzione
Il film è stato girato in Sardegna tra la villa di famiglia e nelle spiagge circostanti a Portobello di Gallura e al Teatro Brancaccio di Roma il 4 dicembre 2019 durante una delle date del tour De André canta De André.
Nel documentario sono presenti dei filmati inediti della famiglia De André.
Il film è dedicato a Maria Edgarda "Eddi" Marcucci, figlia della regista che ha combattuto nella guerra civile siriana nelle YPJ insieme alle donne curde contro l'ISIS ed "a tutti quelli che viaggiano in direzione ostinata e contraria".

## Colonna sonora
La produzione artistica e gli arrangiamenti sono stati curati da Cristiano De André e Stefano Melone.

## Promozione
Il 5 ottobre 2021 è stato diffuso online il trailer ufficiale del film.

## Distribuzione
Il film è stato presentato in anteprima alla 78ª edizione della Mostra internazionale d'arte cinematografica nella sezione Fuori Concorso il 10 settembre 2021. È uscito nelle sale cinematografiche il 25 ottobre 2021 distribuito da Nexo Digital in collaborazione con i media partner Radio Capital, MYMovies e Rockol.